# Алтавила Монферато
Алтавила Монферато (итал. Altavilla Monferrato) је насеље у Италији у округу Алесандрија, региону Пијемонт.
Према процени из 2011. у насељу је живело 275 становника. Насеље се налази на надморској висини од 241 м.

## Становништво
Према резултатима пописа становништва 2011. у општини је живело 497 становника.
| 1931. | 1936. | 1951. | 1961. | 1971. | 1981. | 1991. | 2001. | 2011. |
| ----- | ----- | ----- | ----- | ----- | ----- | ----- | ----- | ----- |
| 1.412 | 1.370 | 1.196 | 962   | 710   | 600   | 516   | 480   | 497   |